# The Free Electric Band
The Free Electric Band is een nummer van de Britse zanger Albert Hammond. Het nummer werd uitgebracht op april 1973 als single van het gelijknamige album. Het bereikte de eerste positie op de hitlijst in Noorwegen.

## Achtergrond
Het nummer gaat over de wens om muziek te spelen in een 'vrije band'. Hammond schreef het nummer samen met Mike Hazlewood, die ook Brits is. Toch werd de tekst geschreven vanuit het oogpunt van een Amerikaanse jonge muzikant, die graag muziek wil maken zonder restricties en zonder zich druk te hoeven maken over randzaken. De zanger in het nummer geeft zelfs zijn relatie op, omdat zijn vriendin droomt over een huis met een tuin en het starten van een gezin, waar de zanger geen behoefte aan heeft.

## Hitnoteringen

### Nederlandse Top 40
| Hitnotering: 23-06-1973 t/m 25-08-1973 | Hitnotering: 23-06-1973 t/m 25-08-1973 | Hitnotering: 23-06-1973 t/m 25-08-1973 | Hitnotering: 23-06-1973 t/m 25-08-1973 | Hitnotering: 23-06-1973 t/m 25-08-1973 | Hitnotering: 23-06-1973 t/m 25-08-1973 | Hitnotering: 23-06-1973 t/m 25-08-1973 | Hitnotering: 23-06-1973 t/m 25-08-1973 | Hitnotering: 23-06-1973 t/m 25-08-1973 | Hitnotering: 23-06-1973 t/m 25-08-1973 | Hitnotering: 23-06-1973 t/m 25-08-1973 | Hitnotering: 23-06-1973 t/m 25-08-1973 |
| Week:                                  | 1                                      | 2                                      | 3                                      | 4                                      | 5                                      | 6                                      | 7                                      | 8                                      | 9                                      | 10                                     |                                        |
| -------------------------------------- | -------------------------------------- | -------------------------------------- | -------------------------------------- | -------------------------------------- | -------------------------------------- | -------------------------------------- | -------------------------------------- | -------------------------------------- | -------------------------------------- | -------------------------------------- | -------------------------------------- |
| Positie:                               | 14                                     | 4                                      | 3                                      | 3                                      | 3                                      | 4                                      | 7                                      | 14                                     | 26                                     | 33                                     | uit                                    |

### NPO Radio 2 Top 2000
| Nummer met noteringen in de NPO Radio 2 Top 2000 | '99 | '00 | '01 | '02 | '03 | '04 | '05 | '06 | '07 | '08 | '09  | '10 | '11  | '12  | '13  |
| ------------------------------------------------ | --- | --- | --- | --- | --- | --- | --- | --- | --- | --- | ---- | --- | ---- | ---- | ---- |
| The Free Electric Band                           | 725 | 558 | 449 | 497 | 549 | 563 | 620 | 788 | 618 | 617 | 1204 | 841 | 1109 | 1808 | 1868 |

1. ↑  Een vetgedrukt getal geeft de hoogste notering aan.
2. ↑  Deze tabel is bijgewerkt tot en met de laatste editie (2024).